# Bożena Wojtkowska
Bożena Wojtkowska, po mężu Haracz (ur. 28 października 1962 w Głubczycach) − badmintonistka, olimpijka z Barcelony 1992.
Urodzona 28 października 1962 w Głubczycach, córka Krzysztofa i Stanisławy Horodko, absolwentka miejscowego Technikum Rolniczego (technik rolnik).

## Kariera
Badmintonistka, reprezentantka miejscowych klubów: Unii, Polonii i LKS Technik Głubczyce oraz AZS Gliwice, od 1992 występowała też w niemieckiej drużynie VSL 93 Hamburg (wraz z Jackiem Hankiewiczem).
Wielokrotna mistrzyni Polski w grze pojedynczej, podwójnej i mieszanej.

W roku 1991 wraz z Jerzym Dołhanem w rankingu międzynarodowej federacji badmintona zajmowali 6. miejsce w parach mieszanych.

Na igrzyskach olimpijskich w 1992 roku po przegranej w pierwszej rundzie gry podwójnej, partnerka Beata Syta odpadła z turnieju.

## Osiągnięcia
34-krotna  mistrzyni Polski:
- gra pojedyncza (1980, 1981, 1982, 1984, 1985, 1987),
- gra  podwójna (1978, 1979, 1980, 1981, 1982, 1983, 1984, 1985,1988, 1989, 1990, 1991, 1992, 1993, 1998, 1999, 2000),
- gra mieszana (1982, 1983, 1984, 1987, 1988, 1989, 1990, 1991, 1992, 1993, 1995)

11-kotna wicemistrzyni Polski:
- gra pojedyncza (1979, 1983, 1986, 1988, 1989),
- gra podwójna (1986, 1997),
- gra mieszana (1978, 1985, 1997, 1998) i

6-krotna brązowa medalistka MP:
- gra pojedyncza (1976),
- gra podwójna (1987, 1995),
- gra mieszana (1980, 1981, 1999).